# Frýdlant v Čechách (nádraží)
Frýdlant v Čechách je železniční stanice ve Frýdlantě v okrese Liberec. Je mezilehlá na trati Liberec–Zawidów a zároveň je koncová na trati číslo Frýdlant v Čechách – Jindřichovice pod Smrkem. Dříve, před zrušením tratě, bývala též koncovou stanicí pro úzkorozchodnou trať vedoucí odtud do Heřmanic. Vlastní železniční stanice byla uvedena do provozu dne 1. července 1875.
Vláda České republiky na svém zasedání konaném 8. října 2014 schválila návrh investic, podle kterého měly frýdlantská stanice spolu s raspenavskou projít modernizací za částku 400 milionů korun českých. Plánovaná přestavba se uskutečnila a od 23. listopadu 2017 využívají cestující nová nástupiště, která jsou zvýšená do úrovně podlah ve vlacích.

## Popis stanice
Železniční stanice se nachází v jižních partiích města. Je osmikolejná, přičemž severně od staniční budovy (za ulicí Nádražní) jsou ještě další dvě odstavné koleje. Na severozápadním – černouském – zhlaví vychází ze stanice dvojice železničních kolejí, z nichž jižní vede do Černous a severnější je vedena do Jindřichovic pod Smrkem. Zároveň je zde výtopna, ve které je umístěno železniční muzeum Frýdlantské okresní dráhy a z jeho severní strany jej obcházela úzkorozchodná trať, která tudy stoupala na (stále existující) železniční most, jímž překračovala tratě na Černousy a do Jindřichovic pod Smrkem. Na východní straně – libereckém zhlaví – vstupuje do stanice jednokolejná trať od Raspenavy.

## Turistické trasy
Severovýchodně u staniční budovy (Nádražní ulice čp. 638) je rozcestník značených turistických tras pojmenovaný „Frýdlant – železniční stanice“, který je výchozím bodem pro turistické trasy:
- → Větrov
- → Harta
- → Bulovský potok – východní rozcestí
- → Frýdlant – zámek
- → Frýdlant – zámek